# Ferritja

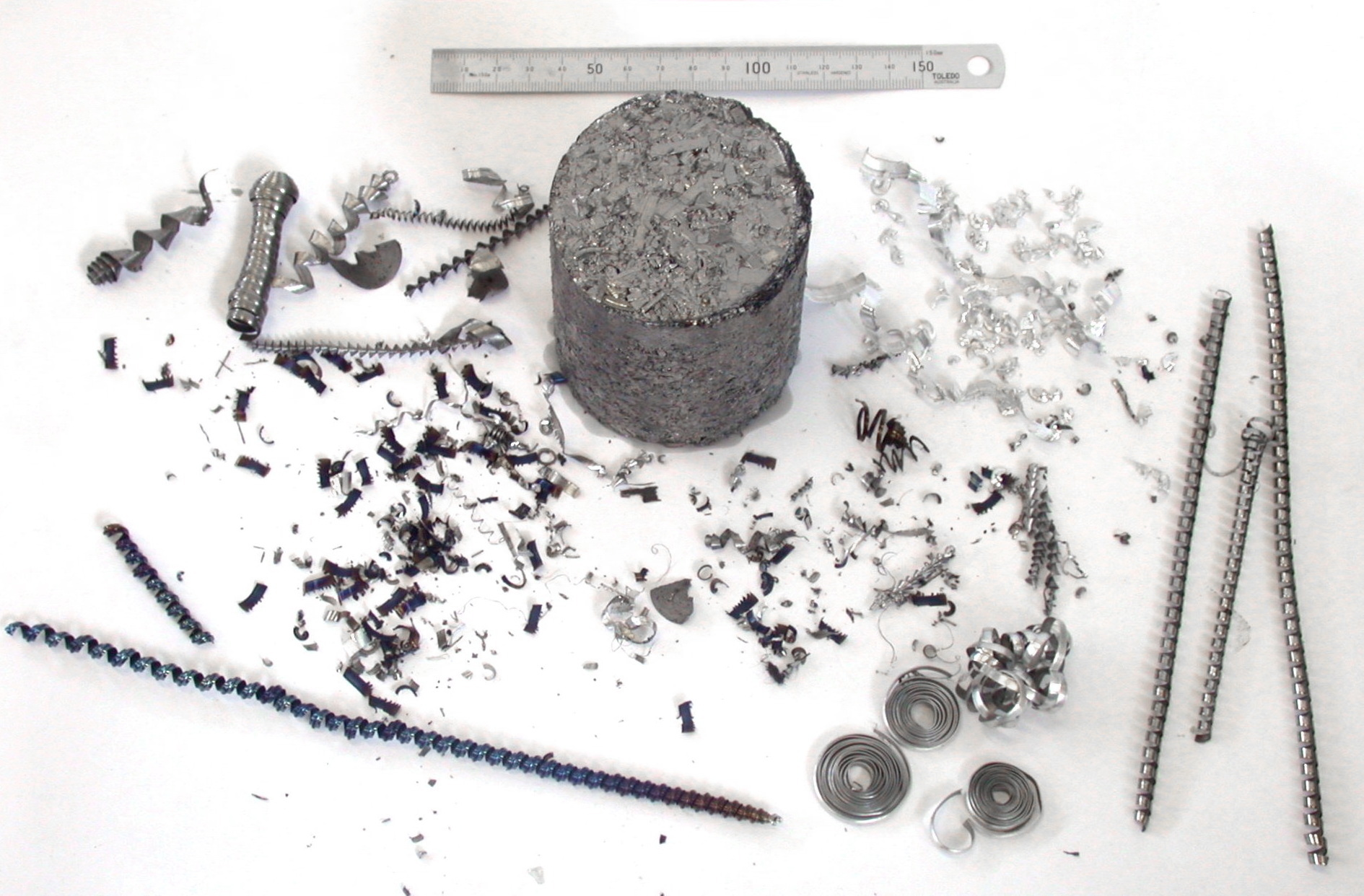
Diversos tipus de ferritja. El bloc cilíndric és de ferritja comprimida en fase de reciclatge.

La ferritja s'anomena al conjunt de residus de metall pur o aliatge que es desprenen de la peça principal en diverses operacions de mecanització com el serratge, llimatge, tornejament o fresatge.

## Seguretat laboral
Totes les formes de ferritja són potencialment perilloses. Les vores de tots els tipus de ferritja tallen com un ganivet esmolat per causa del mateix procés que les ha produït.
Les ferritges de dimensions més petites (llimalles) poden passar cap a les persones per via aèria per culpa de corrents d'aire, velocitats o acceleracions de peces (o eines) o vibracions. La part més sensible, que són els ulls, fa aconsellable de dur ulleres de protecció per part de l'operador en totes les operacions de mecanitzat. Un cop acabada la feina cal anar amb precaució a l'hora de canviar-se de roba i espolsar-la voluntària o involuntàriament.
Les ferritges de dimensions més grans poden tallar seriosament les mans o altres parts del cos si es manipulen de manera inadequada o es toquen involuntàriament de forma descurada. Trepitjar ferritja amb els peus descalços o calçat de sola lleugera pot ser perillós.
La ferritja d'alguns metalls o aliatges és molt combustible i crema (un cop encesa) a temperatures molt altes. No únicament la ferritja de magnesi, alumini i els seus aliatges. També la de titani i aliatges d'ell, malgrat que el titani sòlid no té cap tendència a cremar a temperatures relativament altes. En forma de pólvores, molts metalls i aliatges són bastant inflamables. Els olis i greixos d'alguns líquids de tall poden facilitar la ignició de la ferritja.

## Medi ambient
Per motius econòmics i mediambientals és aconsellable i, en molts casos, legalment obligatori, reciclar la ferritja. Si està molt contaminada amb líquids de tall és aconsellable una separació inicial entre el líquid i la ferritja.